# Phillip Lindsay
Phillip Lindsay (Denver, 24 luglio 1994) è un giocatore di football americano statunitense che milita nel ruolo di running back per gli Indianapolis Colts della National Football League (NFL).

## Carriera

### Denver Broncos
Al college Lindsay giocò a football con i Colorado Buffaloes dal 2014 al 2017 dove stabilì i record dell'istituto per yard totali (5.760) e yard dalla linea di scrimmage (4.683). Dopo non essere stato scelto nel Draft NFL 2018 firmò con i Denver Broncos. Debuttò come professionista nel primo turno contro i Seattle Seahawks correndo 71 yard e segnando un touchdown su ricezione. Sette giorni dopo superò per la prima volta le cento yard corse nella vittoria sugli Oakland Raiders. Divenne così il primo giocatore della storia a non essere scelto nel draft e a superare le cento yard dalla linea di scrimmage in entrambe le prime gare in carriera. Il suo sorprendente inizio di stagione si interruppe nel terzo turno quando fu espulso per avere tirato dei pugni durante una mischia. Nel tredicesimo turno Lindsay corse un nuovo massimo stagionale di 157 yard e un touchdown nella vittoria sui Cincinnati Bengals, venendo premiato come giocatore offensivo della AFC, come rookie e come running back della settimana. A fine stagione fu convocato per il suo primo Pro Bowl.
Nella stagione 2019, nonostante un'annata difficile per la squadra, Lindsay sorpassò le mille yard corse per la seconda stagione consecutiva.
Nel 2020, dopo essere sceso in campo nella settimana 1, Lindsay perse un mese di gioco per un infortunio al piede. Tornò in campo nella settimana 6 rispondendo con 101 yard corse nella vittoria sui New England Patriots.

### Houston Texans
Lindsay firmò con gli Houston Texans il 30 marzo 2021. Iniziò la stagione come terzo running back nelle gerarchie della squadra dietro a Mark Ingram e David Johnson. Disputò 10 partite prima di essere svincolato il 23 novembre 2021.

### Miami Dolphins
Lindsay firmò con i Miami Dolphins il 24 novembre 2021.

### Indianapolis Colts
Il 18 maggio 2022 Lindsay firmò con gli Indianapolis Colts. Fu svincolato il 30 agosto 2022 ma rifirmò con la squadra di allenamento una settimana dopo.

## Palmarès
- Convocazioni al Pro Bowl: 1

2018
- Giocatore offensivo della AFC della settimana: 1

13ª del 2018
- Running back della settimana: 1

13ª del 2018
- Rookie della settimana: 1

13ª del 2018
- PFWA All-Rookie Team - 2018